# Interpretazioni alternative della teoria marxiana del valore

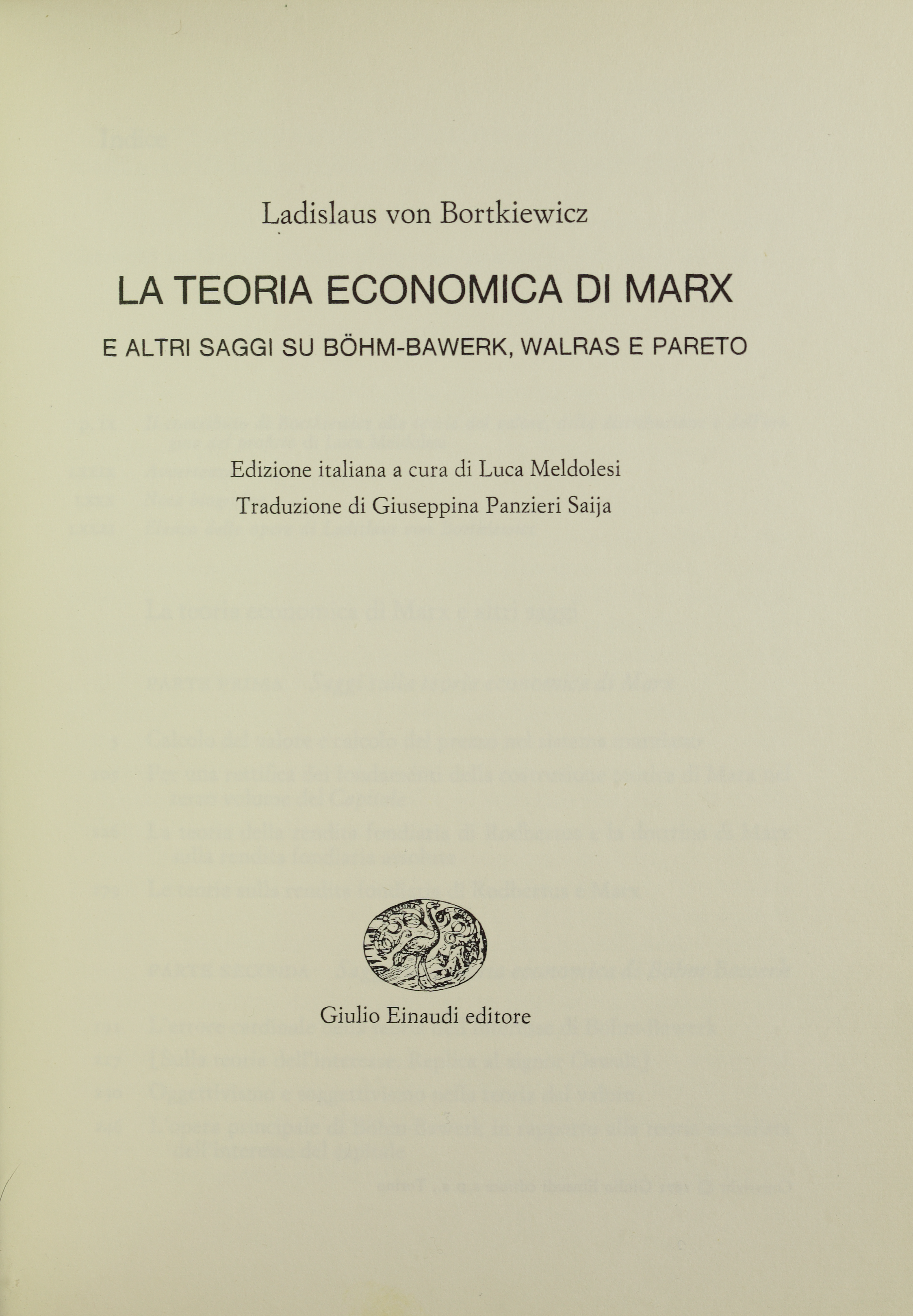
Un'edizione del 1971 de La teoria economica di Marx di Ladislaus von Bortkiewicz.

Nell'ambito della notoria controversia sul problema della trasformazione dei valori in prezzi di produzione, nodo centrale della teoria marxiana del valore, tra gli accademici, con il tempo, prevalse la prospettiva critica perseguita dalla cosiddetta scuola neo-ricardiana che, sulla base dell'analisi esposta dall'economista Piero Sraffa (1898-1983), concernente la radicale rilettura del pensiero di David Ricardo, dapprima con la sua Introduzione alla riedizione, datata 1951, dell'opera principale dello stesso Ricardo, Principi di economia politica e dell'imposta (1817), e successivamente, in maniera ben  più esaustiva, nel suo saggio Produzione di merci a mezzo di merci (1960), articola, seguendo in questo un'impostazione critica già adottata da Ladislaus von Bortkiewicz sul problema della trasformazione esposta da Marx, un'approfondita critica al sistema d'analisi marxiano, giungendo a dimostrarne inesorabilmente la supposta fallacia teoretica.
Le insanabili contraddizioni del procedimento marxiano esposte da Sraffa, mentre hanno spinto molti marxisti ad abbandonare la sua teoria del valore, hanno indotto alcuni studiosi, convinti del suo insostituibile ruolo nella spiegazione delle caratteristiche essenziali e delle tendenze del modo di produzione capitalistico, a dubitare della correttezza dell'interpretazione divenuta ormai prevalente e a tentare interpretazioni alternative della teoria stessa.
Tali studiosi si sono dunque domandati se le contraddizioni messe in luce da Sraffa, e dai neo-ricardiani in generale, piuttosto che lacune interne all'impianto teorico marxiano, non siano, al contrario, il risultato di un'errata interpretazione dell'impianto stesso, che viene erroneamente fatto coincidere con quello sviluppato da Sraffa. Essi rilevano così come quest'ultimo, costruito con successo per altre finalità, presenti delle differenze più che rilevanti con quello di Marx, tali da renderlo in larga misura inappropriato a risolvere il problema della trasformazione, proponendo dunque interpretazioni alternative.

## Marx e Sraffa – Differenze
Già poco dopo l'uscita di Produzione, diversi marxisti avevano osservato come il sistema marxiano, pur essendo così ricco di determinazioni sociali e storiche, fosse carente dal punto di vista logico, contrariamente alla teoria di Sraffa che, perfetta ed elegante sul piano logico, è invece storicamente e socialmente "muta". Quindi, anche se in maniera ancora non pienamente consapevole, si erano misurati con l'inadeguatezza del modello di Sraffa a dare conto di una serie di specificità storiche del capitalismo.
Nel tempo sono state pertanto evidenziate alcune differenze tra i due modelli e si è cercato di indagare la coerenza interna dell'impostazione marxiana alla luce di interpretazioni alternative della sua teoria che, in misura più o meno accentuata, recuperassero la rottura del padre del socialismo scientifico con gli economisti classici, mettendo in luce di conseguenza le differenze con i neoricardiani.
Ecco alcune differenze evidenziate da diversi autori, con l'avvertenza che su parte di esse non vi è condivisione generale, neppure in ambito marxista.
- Mentre il modello di Marx schematizza un sistema ricco di determinazioni storiche di carattere economico e sociale, quello di Sraffa consiste quasi esclusivamente di pochi rapporti tecnici di produzione, non di rapporti sociali.
- Marx si occupa del valore assoluto delle merci, mentre Sraffa solo del loro rapporto di scambio rispetto a una merce arbitrariamente prescelta.
- In Marx, contrariamente che in Sraffa, il capitale è, prima che un aggregato di merci, un rapporto sociale.
- Anche il salario, in Marx, è una forma fenomenica di un rapporto sociale, mentre in Sraffa manca una teoria della formazione del salario; anzi, manca il salario, sostituito dai beni di consumo dei lavoratori, un po' come si potrebbe includere nei costi di produzione il foraggio per il bestiame. In particolare, se anche in Marx i salari tendono ad avvicinarsi all'importo necessario alla riproduzione della classe dei salariati (o alla sussistenza storicamente determinata), essi sono sempre comunque un'espressione monetaria, e vengono conosciuti in termini monetari prima che realmente (prima cioè di conoscere la loro capacità di acquisto, che dipende dal livello dei prezzi dei beni dei consumo dei lavoratori, il quale non può essere conosciuto al momento in cui viene contrattato il salario). Sraffa invece, sostituendo agli input di lavoro gli input di beni salario, presuppone già la quantità, la composizione e i prezzi dei beni che costituiscono i consumi dei lavoratori.
- Marx introduce la moneta fin dai primi capitoli del Libro primo del Capitale e la considera come la 'necessaria misura esterna' del valore, mentre Sraffa non spiega e neppure presuppone la moneta, come se si fosse in un'economia di baratto.
- In Sraffa, perché il sistema sia risolvibile, è necessario presupporre una situazione di equilibrio statico in cui i prezzi degli input sono identici a quelli degli output, altrimenti il numero delle incognite sarebbe doppio. Non viene però spiegato come si perviene a questa situazione di equilibrio. In Marx al contrario il capitalismo è caratterizzato da sviluppo discontinuo, da movimento non uniforme dei capitali, da un disequilibrio mai colmato, nonostante i continui processi di riequilibrio, da fluttuazioni non pianificabili e insufficientemente prevedibili. Questo per Marx è il risultato necessario del carattere privato della produzione e dello scambio.

Alla luce di tali considerazioni, alcuni studiosi imputano all'approccio neoricardiano una mancanza di distinzione del capitalismo rispetto agli altri modi di produzione, in quanto astrarrebbe l'analisi da tutta una serie di determinazioni specifiche che Marx al contrario tiene sempre presenti. 
È per tale motivo che le interpretazioni alternative della teoria marxiana del valore e i tentativi di mostrarne la coerenza interna, al contrario di quanto emerge dall'approccio di derivazione sraffiana, passano spesso per l'abbandono di qualche punto cardine di tale approccio e per il ritorno alle originarie impostazioni marxiane.

## LaNew Interpretation
La prima rottura riguarda la definizione del salario. Duncan Foley e Gerard Dumenil, pervennero autonomamente a una rielaborazione critica del modello di Sraffa divenuta nota come New Solution o New Interpretation.
Secondo questo approccio il valore del capitale variabile è determinato dall'esborso monetario per i salari, cioè dalla quantità di lavoro astratto rappresentato dal denaro anticipato per i salari, e non, come nel modello di Sraffa, dal lavoro incorporato nei mezzi di sussistenza dei lavoratori. Inoltre, per definire il valore della moneta in termini di lavoro da essa rappresentato, i sostenitori della new interpretation scelgono, tra le varie possibilità, il 'numerario' che salvaguarda l'uguaglianza, presupposta da Marx, tra neovalore aggregato e valore monetario del prodotto netto aggregato. In sostanza, presupponendo che solo il lavoro è la fonte del valore (e quindi anche del valore aggiunto in termini monetari) si definisce il valore della moneta (il numero di ore di lavoro generico astratto rappresentato da un'unità monetaria, per esempio da un euro) come il rapporto tra il monte ore di lavoro vivo aggregato e il valore monetario dell'intero prodotto netto aggregato. Tale coefficiente consente di trasformare in ore di lavoro ogni grandezza monetaria. Il capitale variabile sarà di conseguenza pari al salario monetario moltiplicato per il valore della moneta come sopra definito.
In questo modo, essendo coincidenti, per definizione, anche il valore della forza lavoro (lavoro necessario) e il capitale variabile espresso in prezzi (salari monetari), anche la differenza tra prodotto netto e capitale variabile (il plusvalore) sarà uguale ai profitti aggregati, e il saggio del plusvalore potrà essere calcolato senza errore in termini di quantità di lavoro, a prescindere dalla trasformazione.
Non viene invece soddisfatta l'altra uguaglianza prospettata da Marx, quella tra prodotto lordo aggregato espresso in termini di prezzi di produzione e valore complessivo della produzione lorda in termini di lavoro. Ciò in quanto il capitale costante aggregato espresso in termini di lavoro incorporato nei mezzi di produzione non coincide in generale con il capitale costante aggregato espresso in prezzi. Ne consegue che neppure per il capitale complessivo anticipato è soddisfatta l'eguaglianza in termini di aggregati di valori e di prezzi, e che quindi anche il saggio generale del profitto, calcolato come rapporto tra quantità di lavoro, non coincide con il saggio monetario, in quanto i denominatori delle due espressioni (quella in termini monetari e quella in termini di quantità di lavoro) sono diversi tra di loro. Rimane invece salvaguardato un rapporto di dipendenza del saggio del profitto dal saggio del plusvalore.
Le discontinuità più importanti rispetto a Sraffa consistono quindi nel trattamento dei salari e nell'introduzione della moneta.

## IlSimultaneous Single System(SSS)
I principali rappresentanti di tale approccio sono Fred Moseley, Antonio G. Callari, Richard D Wolff, Chai On Lee, Bruce Roberts.
Si tratta di un ulteriore passo in avanti rispetto alla New Solution e di una sua ulteriore generalizzazione. Infatti, interpretando correttamente Marx, non c'è ragione per escludere che anche il valore del capitale costante sia dato dal lavoro astratto rappresentato dall'esborso monetario per l'acquisizione dei mezzi di produzione. Quindi tutto il capitale (gli input) è quantificato in base al lavoro rappresentato dal denaro complessivamente sborsato per i salari e per i mezzi di produzione. In sostanza si sostiene che il cosiddetto "errore" di Marx non era tale, visto che ampi passaggi del capitale supportano una definizione del capitale costante e di quello variabile nei termini suddetti, e che quindi Marx considerava il valore del capitale già "trasformato" all'atto dell'acquisto dei mezzi di produzione e del pagamento dei salari, prima della immissione di tale capitale nel circolo della produzione. Del resto Marx, già nel Libro primo della sua opera fondamentale, introduce il capitale schematizzando il suo processo di circolazione (la sua metamorfosi) in D - M - D' (Denaro-Merce-Denaro incrementato): all'inizio e alla fine del ciclo c'è, come sappiamo, il denaro. In questo modo vengono recuperate tutte le identità aggregate alla base del procedimento di trasformazione marxiano, e quindi anche il saggio del profitto medio può essere correttamente calcolato, senza incorrere in errore, partendo dal sistema dei valori. Infatti, se tutto il valore del capitale anticipato corrisponde al lavoro contenuto nel (rappresentato dal) denaro sborsato per acquisire i fattori produttivi o, ciò che è lo stesso, il valore degli input è un valore 'già trasformato', anche il denominatore della formula che esprime il saggio generale del profitto coincide nei due sistemi di calcolo.
Il termine Single nella sua denominazione sta a indicare il superamento in questo approccio della dualità dei sistemi di derivazione sraffiana, denunciata da Paul Samuelson. Non esiste più un sistema dei valori che non è influenzato da quello dei prezzi e viceversa. Al contrario il valore del capitale risente del sistema dei prezzi, il quale è il risultato del processo di trasformazione.
Questo approccio, con il primo, condivide l'impostazione "simultanea" e di equilibrio: nell'equilibrio di lungo periodo, il prezzo degli input e quello degli output sono supposti coincidenti. Così facendo, il saggio del profitto può essere conosciuto solo dopo che si è conosciuto il valore, come ora definito, del capitale impiegato, il che presuppone la necessità di conoscere i prezzi di produzione. La circolarità del ragionamento può essere evitata determinando simultaneamente, con un sistema di equazioni lineari, in maniera analoga al modello di Sraffa, prezzi e saggio del profitto. Tale determinazione simultanea è anche la più evidente differenza con l'impostazione di Marx, secondo il quale il saggio del profitto poteva invece essere conosciuto prima della trasformazione.
Successivamente i sostenitori della new interpretation hanno ammesso che potevano accettare la generalizzazione di Moseley e altri. A fronte di un esplicito invito di Moseley, Foley riconobbe anche che:
"è possibile (come ha particolarmente sottolineato F. Moseley) estendere l'uso dell'espressione monetaria del lavoro definita dalla New Interpretation alla traduzione in equivalenti di tempo di lavoro delle misure monetarie del capitale costante e degli stock di capitale investito."
Ne consegue che non sussistono dissensi non componibili tra i sostenitori delle due interpretazioni, oggi riconducibili a un'unica classe che condivide importanti discontinuità con l'approccio di Sraffa (definizione del capitale e introduzione della moneta), pur condividendo con esso il metodo di determinazione simultanea.

## LaTemporal Single System Interpretation(TSSI)
Questa interpretazione è dovuta, tra gli altri, ad Alan Freeman, Guglielmo Carchedi, Paolo Giussani, Alejandro Ramos-Martinez, Andrew Kliman, Ted McGlone, Adolfo Rodriguez Herrera, e parte dall'acquisizione dei risultati dei due precedenti approcci.
Dà per assunto che infatti il valore del capitale costante e del capitale variabile siano già trasformati. Viene però aggiunta un'ulteriore discontinuità rispetto a Sraffa, rifiutando l'approccio simultaneo e proponendo un sistema dinamico sequenziale in base al quale al tempo t, i valori degli input, essendo riferiti a merci prodotte nel periodo precedente di produzione (t-1) e acquistate a un prezzo stabilito prima che incominci l'attuale ciclo produttivo, siano già noti e diversi di quelli degli output prodotti nel periodo di produzione t. La novità più importante è quindi l'introduzione del fattore tempo. Superando l'idea di scambio simultaneo, ritorna la teoria la concezione del processo di produzione come un processo che si svolge “in sequenza”, secondo un percorso temporale caratterizzato da un “prima” e da un “dopo” e quindi con un mercato dell'input aperto in un tempo precedente al mercato dell'output talché, anche a identità merceologica delle merci, i due prezzi non possono mai arrivare a coincidere: se all'inizio (diciamo al tempo 0) risulta aperto il mercato dei beni-capitali che devono essere acquistati e di cui al momento sono incogniti i prezzi, al termine (al tempo 1) è aperto soltanto il mercato dei prodotti i cui prezzi sono adesso incogniti, mentre i prezzi dei beni-capitali, che risultano cronologicamente precedenti, sono ormai prezzi passati, prezzi “storici” su cui non c'è più bisogno di fare i conti, e a essi si deve far riferimento solo come a grandezze date. Pertanto, i prezzi dei mezzi di produzione e della forza lavoro sono posti come già noti al momento all'inizio del ciclo produttivo e non da determinare simultaneamente al prezzo dei beni prodotti. Inoltre, due assunti importanti di questo approccio sono che:
- in un ciclo produttivo, per via della costante evoluzione della tecnica (soprattutto dell'innovazione di prodotto), i valori d'uso che costituiscono gli input non sono in generale qualitativamente gli stessi di quelli che costituiscono l'output, e quindi non solo i rispettivi prezzi non possono essere uguali, ma non ha neppure senso equiparare tra di loro prezzi di merci qualitativamente diverse;
- questo modello stilizza un sistema economico che in generale non è in equilibrio, ma costantemente alla ricerca di un equilibrio, altrettanto costantemente perturbato dall'innovazione e dalle strategie delle imprese.

È stato anche dimostrato ed è facilmente intuibile che, qualora il sistema permanga per un sufficiente numero di cicli produttivi in condizione di invariabilità della tecnica e della distribuzione, i prezzi di produzione determinati di periodo in periodo secondo questa interpretazione tenderanno asintoticamente verso quelli determinati simultaneamente in base alla SSS. Per tale ragione alcuni hanno visto nella TSSI – che sarebbe in grado di determinare i prezzi sia in condizione di disequilibrio sia, pure non immediatamente ma solo in maniera ricorsiva, in condizione di equilibrio – un'ulteriore generalizzazione rispetto ai precedenti approcci, in quanto fornisce uno strumento concettuale in grado di rappresentare anche la più realistica situazione di incessanti e imprevedibili cambiamenti, in cui non ha senso parlare di centro di gravità di lungo periodo. Inoltre, l'abbandono di un sistema simultaneo, entro il quale solamente è dimostrabile il cosiddetto teorema di Okishio, consente di ridefinire meglio le condizioni di validità della legge della caduta tendenziale del saggio del profitto, che, se non interpretata deterministicamente, costituisce un elemento di comprensione delle "leggi di movimento" delle società in cui predomina il modo di produzione capitalistico.

## Il confronto tra l'interpretazione simultanea e quella temporale
In ogni caso il dibattito tra i sostenitori dell'approccio simultaneo e quelli dell'approccio temporale è estremamente acceso. Tale dibattito si è concentrato, oltre che sulla forza esplicativa e sulla coerenza logica delle diverse interpretazioni, anche sul conforto che ciascuna di esse può trovare nell'analisi testuale degli scritti di Marx.
Alejandro Ramos-Martinez, per esempio, esaminando i manoscritti originali del terzo Libro del Capitale, che differiscono in maniera non trascurabile da quanto pubblicato da Engels dopo la morte del compagno, ha recentemente individuato un ulteriore sostegno alla TSSI dall'evidenza testuale di tali manoscritti.
Da parte sua Fred Moseley rileva, con argomenti altrettanto consistenti, che anche l'approccio simultaneo può trovare una sua evidenza e un sostegno nei testi di Marx, il quale, ripetutamente e in diversi contesti, afferma che i prezzi di produzione costituiscono il centro di gravità di lungo periodo del movimento reale dei prezzi. Pur descrivendo un sistema capitalistico in costante movimento e caratterizzato da crisi periodiche, Marx, nel caso dei prezzi di produzione, avrebbe fatto ricorso all'analisi di un'ipotetica situazione di equilibrio, così come aveva fatto nel Libro II del Capitale, quando aveva indagato le condizioni entro le quali il sistema è in grado di riprodursi senza traumi o di allargare costantemente la scala della riproduzione. 
Inoltre lo stesso Moseley, insieme con altri critici del TSSI, parte dall'assunto che per Marx il valore dei mezzi di produzione non è dato dal tempo di lavoro già speso per la sua produzione, ma da quello 'socialmente necessario' oggi per la sua riproduzione. Il mercato valida cioè non i costi passati, ma i costi che si debbono sostenere oggi per rimpiazzare il capitale consumato, perché questo è il valore di quel capitale alle condizioni produttive sociali medie. In sostanza, sempre col supporto di ampi passi di Marx, viene sottolineato che, qualora – nel corso del processo produttivo e fino della vendita del prodotto – si verifichi nella società un cambiamento di prezzo di un elemento del capitale costante (per esempio a causa di un incremento di produttività), il valore sociale di tale elemento che viene trasferito nel prodotto finale non è dato dal costo originariamente sostenuto per la sua acquisizione, ma dal suo nuovo valore sociale.
La replica di Freeman e altri a questa obiezione è che a questo livello di astrazione, essendo determinanti i comportamenti dei soggetti economici sulla base delle loro percezioni dei fenomeni, non può essere irrilevante, per verificare la redditività di un affare e la convenienza o meno a far migrare i capitali da un ramo produttivo all'altro, l'effettivo costo sostenuto per acquisire i fattori produttivi.

## Il rapporto tra il sistema dei prezzi e la riproduzione sociale
Altri studiosi, Rojas Lenine e Abelardo Marina Flores tra questi, pur optando per l'ipotesi che il valore dei mezzi di produzione sia sempre determinato dal loro costo di riproduzione, piuttosto che dal loro costo originale, negano, in sintonia con un'osservazione di Paul Samuelson, che si verifichino agevolmente trasferimenti di capitale tra i diversi settori della riproduzione sociale e, per questa via, si attui la tendenza all'uguagliamento dei saggi del profitto. Questo perché tali trasferimenti determinerebbero variazioni delle quantità dei singoli prodotti offerti. Se tali quantità ipoteticamente offerte fossero incompatibili con quelle domandate dalla riproduzione sociale, cioè con quelle tecnicamente necessarie a riprodurre (magari su scala allargata) i processi produttivi dei vari comparti, le divaricazioni tra domanda e offerta determinerebbero che alcune merci resterebbero invendute e altre non troverebbero uno sbocco nel mercato. Tale disequilibrio può essere evitato in due modi alternativi:
1. con prezzi di mercato in grado di saturare l'offerta di quelle merci, che risulteranno diversi da quelli di produzione;
2. non procedendo, ancor più a monte, a trasferire i capitali verso i settori in cui si determinerebbe così un eccesso di offerta, provocando una carenza delle merci prodotte nei settori di provenienza.

In entrambi i casi i prezzi di mercato differirebbero da quelli di produzione. Si verificherebbe cioè che in alcuni settori i capitalisti dovrebbero accontentarsi di saggi del profitto inferiori a quello medio e i rapporti di scambio si avvicinerebbero più ai valori che ai prezzi di produzione.
Il problema della riproduzione è affrontato da Marx nella terza sezione Libro II del Capitale, che contiene i famosi schemi di riproduzione, chiaramente ispirati al tableau économique di François Quesnay, in cui vengono individuate le condizioni teoriche astratte atte ad assicurare la riproduzione semplice e quella su scala allargata. In quella sede vengono individuati anche i rapporti di scambio tra i valori d'uso prodotti nei diversi settori in grado di assicurare la migliore allocazione delle risorse, cioè tali ad assicurare la riproduzione semplice nel caso di sussistenza o il saggio di crescita massimo nel caso di riproduzione su scala allargata. La determinazione di tali prezzi avviene nel modo che è rappresentabile col modello numerico che segue.
Consideriamo il caso di produzione per sussistenza. Ipotizziamo un sistema stazionario in cui vengano prodotti solo due beni, grano e macchine, e non residui alcun sovrappiù al termine del processo produttivo, in cui cioè tutto il grano prodotto venga consumato e le macchine vengano tutte impiegate per mantenere inalterata la scala della produzione e vadano sostituite all'inizio di ogni nuovo processo produttivo. Indichiamo con gL i consumi di grano dei lavoratori e con gK quelli dei capitalisti. 
| Settori       | Input macchine | Input grano             | Output        |
| ------------- | -------------- | ----------------------- | ------------- |
| I (grano)     | 100 m          | 100 gL + 100 gK = 200 g | 250 g         |
| II (macchine) | 50 m           | 25 gL +25 gK = 50 g     | 150 m         |
| TOTALE        | 150 m          | 125 gL + 125 gK = 250 g | 250 g + 150 m |

La riproduzione è garantita dal fatto che il prodotto di 250 unità di grano e 150 macchine coincide esattamente col fabbisogno di input di tali merci. Il rapporto di scambio in grado di assicurare che la produzione possa continuare su questa scala è quello che garantisce l'interscambio necessario a tale scopo tra i settori. Specificatamente 50 unità di grano - eccedenti nel settore I e necessarie al settore II - debbono scambiarsi con 100 unità di macchine che eccedono le necessità del settore II e che servono alla riproduzione nel settore I. Tale rapporto è dato da 1 unità di grano contro 2 di macchine. 
Niente ci dice che i valori o i prezzi di produzione coincideranno con tali rapporti di scambio, e in generale le condizioni della riproduzione semplice non sarebbero assicurate dal sistema dei prezzi di produzione. Altrettanto potrebbe dirsi se lo scambio fosse in proporzione al lavoro sociale impiegato in ciascuna produzione. Il soddisfacimento delle condizioni di riproduzione e l'eguaglianza dei saggi di profitto settoriali, risultato della concorrenza esterna dei capitali, sono compatibili solo per particolari e ben determinate configurazioni tecnologiche. Analogamente potrebbe dirsi per un sistema in riproduzione allargata, in cui i prezzi di produzione sono in genere diversi da quelli che consentirebbero di impiegare in maniera ottimale i flussi finanziari, e quindi di assicurare il massimo saggio di crescita compatibile con le condizioni tecniche di produzione effettive. 
È questo un motivo che rende difficile la fluidità dei movimenti di capitale tra i settori, in grado di determinare l'effettivo uguagliamento dei tassi di profitto settoriali. Infatti se i prezzi di produzione e quelli che assicurano la riproduzione semplice (o che consentono di ottimizzare la riproduzione allargata) non coincidono, significa che ci saranno settori in cui una parte del denaro affluito con le vendite eccederà i bisogni della riproduzione e quindi non potrà essere reinvestito né, in situazione di riproduzione allargata, tutto il profitto potrà essere investito, essendo superiore alle necessità dell'allargamento ottimale della scala della riproduzione sociale e non trovando sul mercato i beni per ampliarla ulteriormente. In altri settori invece gli introiti dei capitalisti non saranno sufficienti ad acquisire i fattori produttivi necessari rispettivamente ad assicurare la riproduzione semplice o quella allargata fino al potenziale della società. Questa circostanza determina redditi non spendibili produttivamente accanto a merci che potrebbero essere reimpiegate, ma che rimangono invendute. 
È il classico caso delle crisi di realizzo da sproporzione perché le proporzioni tra i settori, determinate dalle migrazioni dei capitali, sono quelle che tendono ad assicurare determinati livelli dei tassi di profitto e non l'allocazione ottimale, dal punto di vista della società, del lavoro tra i settori.
In questi casi il credito è uno strumento che consente di rendere compatibili le esigenze dei capitali particolari con quelle della società: coloro che hanno introitato denaro in eccesso lo prestano, magari ricorrendo all'intermediazione bancaria, a coloro che hanno conseguito introiti insufficienti. Ma, se le condizioni generanti lo squilibrio si protraggono a lungo, il credito potrà solo rinviare su scala allargata le difficoltà finanziarie dovute a un'evidente contraddizione del sistema.
I prezzi di produzione sarebbero quindi un'ipotesi teorica estrema, utile per considerare gli effetti della ricerca del massimo profitto da parte dei singoli capitalisti, che non è detto approssimi, più dei valori, i reali rapporti di scambio di mercato. In considerazione dei disequilibri strutturali del modo capitalistico di produzione Lenine e Marina Flores hanno sostenuto che i prezzi di produzione di mercato, caratterizzati da differenze strutturali nei saggi di profitto, costituiscono la migliore approssimazione ai prezzi di mercato. 
Giova ricordare che né le interpretazioni precedentemente illustrate, né il modello di Sraffa sono incompatibili con saggi del profitto differenziati. Basta indicare, come avverrebbe anche in caso di presenza di monopoli, una qualche diversa distribuzione dei profitti. Del resto la formulazione più generale del TSS data da Freeman, è esplicitamente compatibile con saggi del profitto differenziati.

## Le analisi empiriche
La non coincidenza dei prezzi di produzione, in cui si ipotizza l'uniformità del saggio di profitto, rispetto ai prezzi effettivi di mercato, caratterizzati invece da differenze strutturali nei saggi di profitto, potrebbe inoltre aiutare a spiegare i risultati convergenti di diversi studi econometrici di economie reali che hanno mostrato come i prezzi di produzione non siano un'approssimazione migliore dei prezzi effettivi di mercato, più di quanto non lo siano i valori.
Tra questi ricordiamo gli studi empirici di A. Shaikh, E. Ochoa, P. Cockshot e P. Cottrell. In tutti questi lavori si è stimato, partendo dalle matrici intersettoriali dell'economia, l'accostamento dei "prezzi naturali ricardiani", dei valori e dei prezzi di produzione marxiani ai prezzi di mercato e si sono indagate le relazioni tra varie grandezze economiche (composizione del capitale, saggio del plusvalore e saggio del profitto), misurate secondo i diversi metodi, pervenendo a conclusioni assai simili, così sintetizzabili:
- gli effetti della "trasformazione" dei valori in prezzi di produzione coprono una frazione molto piccola della componente di "disturbo" dei prezzi di mercato rispetto al valore, pertanto la teoria del valore-lavoro spiega le influenze quantitativamente dominanti nella formazione dei prezzi;
- la deviazione fra i prezzi di produzione e i prezzi di mercato non è significativamente inferiore a quella tra i valori e i prezzi di mercato;
- ai livelli effettivi dei rapporti salari/profitti la deviazione tra i prezzi di produzione e i valori non raggiunge il 20% (la deviazione è funzione inversa della quota del prodotto che va ai salari, con un massimo del 35% in caso di salario nullo - la discrepanza stessa viene meno nel caso in cui il salario assorba tutto il sovrappiù);
- anche nel caso limite di saggio del profitto massimo (salario nullo) la deviazione tra i prezzi di produzione calcolati secondo i criteri "sraffiani" e quelli calcolati secondo il metodo proposto da Marx nel Capitale sarebbe del 2%.

## La prossimità tra il sistema tipo e il sistema reale
L'evidenza empirica del notevole accostamento dei valori ai prezzi di mercato e della trascurabile entità dello scostamento tra i prezzi di produzione calcolati secondo Sraffa e quelli calcolati secondo l'interpretazione neoricardiana di Marx, può essere spiegata anche ritornando alla costruzione sraffiana del sistema tipo.
Il sistema tipo, lo si rammenta, è quel sistema in cui la quantità di ciascuna merce prodotta eccede la quantità della stessa merce immessa nel complesso dei settori produttivi di una percentuale che è la stessa per tutte le merci, cosicché la composizione percentuale dell'aggregato di merci costituenti l'input sociale risulta identica a quella dell'output sociale.
È stato dimostrato che il presunto "errore" commesso da Marx, cioè quello di non aver considerato che il costo sostenuto per le singole merci che compongono il capitale è in generale diverso dal loro valore, all'interno di tale sistema diventa irrilevante, 

Ipotizziamo ora un sistema in equilibrio in cui:
- non esistano merci di lusso e tutto il sovrappiù venga investito produttivamente al fine di allargare la scala della produzione;
- non vi sia alcun mutamento di tecnica;

Mentre la caratteristica dell'accumulazione incessante di tutto il plusvalore prodotto coincide in astratto con il carattere del capitalismo reale, la cui missione storica è l'accumulazione e non il consumo, la costanza della tecnica rappresenta un'astrazione storicamente non determinata (certamente tale non lo sarebbe per Marx). Una tale astrazione è tuttavia necessaria, oltre a permettere la rappresentazione di una situazione di equilibrio, anche al fine di rendere possibile il confronto tra Sraffa e Marx.
A tecnica costante, l'accumulazione deve avvenire allo stesso ritmo in tutti i settori, se si vuole evitare che una parte del plusprodotto rimanga inutilizzata (il che contraddirebbe l'assunto dell'equilibrio) e che quindi il sistema sia inefficiente oppure che lo scopo dell'accumulazione divenga il consumo improduttivo. Ora, in questo sistema, la composizione percentuale delle merci facenti parte degli input tende a essere identica a quella facenti parte degli output, visto che per ogni merce la quantità prodotta sarà data dalla quantità impiegata nella produzione aumentata di una percentuale tendenzialmente comune a tutte le merci.
Ad esempio se il sistema si accresce ogni anno del 10 per cento con tecnica invariata, allora ogni 100 euro di ciascuna merce immessa nel circolo produttivo, ci saranno alla fine dell'anno 110 euro della stessa merce, che poi dovrà essere reinvestita (sarebbe la stessa cosa se ragionassimo in termini di quantità fisiche). Se per ogni merce il rapporto tra l'output e l'input è di 110/100, allora la composizione percentuale del prodotto non può che essere la stessa di quella dei mezzi di produzione.
Il nostro sistema stilizzato tende quindi a identificarsi con la situazione astratta del sistema tipo, in cui, essendo identica la composizione degli input e quella degli output, il rapporto tra i loro aggregati non può essere viziato da presunti "errori" di trasformazione dei valori in prezzi, e quindi in tale ambito la critica degli sraffiani a Marx non avrebbe ragione di essere, perché all'identità dell'aggregato del prodotto in termini di valori e di prezzi non può che corrispondere la medesima identità dell'aggregato degli input. Sappiamo che questo è un contesto teorico piuttosto irrealistico.
Peraltro, fuori di tale contesto, i modelli di derivazione sraffiana non sembrano lo strumento più appropriato per criticare Marx, né per difenderlo, in quanto ci serve di nuovo un approccio dinamico.
Pur dovendo a Sraffa tutta l'ammirazione per aver dotato la scienza economica di uno strumento assai valido in altri contesti, l'ambito di validità della critica degli sraffiani a Marx verrebbe quindi ad annullarsi. Infatti, se si esce dall'ipotesi di equilibrio, la merce tipo cambia, non esiste una misura invariabile del valore in termini fisici e occorre una diversa strumentazione matematica per risolvere il problema formulato da Marx.

## La teoria del valore, la legge della caduta tendenziale del saggio del profitto e il teorema di Okishio
Le diverse interpretazioni della teoria del lavoro portano a conclusioni assai differenti in merito alla coerenza logica di alcune tesi di Marx. Queste ultime, è stato evidenziato, possono essere tanto più difese quanto più ci si allontana dalla interpretazione standard di derivazione sraffiana. Per esempio, le uguaglianze tra i vari aggregati economici in termini di valore e di prezzi, e di conseguenza l'uguaglianza tra i saggi di profitto calcolati secondo le due distinte contabilità, possono essere assicurate solo abbandonando i coefficienti (espressi in termini di quantità fisiche o lavoro incorporato) e utilizzando in loro luogo gli aggregati di valore secondo la loro misura esterna che, come evidenziato nel Libro I de Il Capitale (1867), è la moneta.
Anche la legge della caduta tendenziale del saggio di profitto e la sua confutazione contenuta nel cosiddetto teorema di Okishio non si sottraggono a questa sorte. Un motivo evidente è che, se il saggio del profitto calcolato in base allo schema di Produzione di merci a mezzo di merci (1960) differisce da quello calcolato in termini di valore, allora è sempre possibile che il primo continui a crescere a seguito delle innovazioni tecnologiche che risparmiano lavoro, mentre il secondo diminuisce.
L'interpretazione temporale (TSSI) ci consente di appurare un ulteriore motivo. Infatti, in base all'approccio simultaneo i prezzi degli input e quelli degli output sono identici. Una loro eventuale variazione, pertanto, non influisce sul saggio del profitto, in quanto tali prezzi incidono nella stessa misura sia sul prodotto sia sui mezzi di produzione. Ne consegue che, in qualsiasi modo possiamo formulare i coefficienti tecnici (quantità fisiche o lavoro o denaro), il plusvalore sociale sarà in fin dei conti determinato da tali coefficienti, ovvero dal sovrappiù fisico del prodotto globale rispetto agli input, visto che anche il sovrappiù di lavoro, in questa logica, è direttamente proporzionale al sovrappiù fisico. E anche le innovazioni che risparmiano lavoro vengono trattate come risparmi generici di input fisici (di beni salario nel nostro caso). Non stupiscano quindi i risultati di Okishio.
Un esempio di sistema a un settore, dovuto a Kliman, può chiarire questo aspetto.
Supponiamo che il sistema economico sia composto da un unico settore che produce un'unica merce (per esempio grano) la quale viene utilizzata sia come genere di consumo dei lavoratori sia come mezzo di produzione (semente). In tal caso anche gli input possono essere espressi in grano, né cambierebbe molto se li esprimessimo in termini di lavoro contenuto nel grano, visto che tali input fisici e le quantità prodotte sarebbero in tal caso semplicemente moltiplicati per lo stesso coefficiente.
Supponiamo ad esempio che a 50 q di grano (semente), che contengono 50 ore di lavoro, più 50 q di grano (alimento per 1 lavoratore impiegato per 100 ore) diano un prodotto di 150 q di grano. Il sovrappiù (150-100=50), rapportato alle quantità degli input, darebbe un saggio di sovrappiù fisico del 50% (50/100). Per qualsiasi prezzo si moltiplichino il numeratore e il denominatore di tale frazione, il saggio del profitto rimarrebbe pari a 50% che sarebbe interamente spiegato dal rapporto tra surplus fisico e input fisici.
Supponiamo ora che, grazie a un buon raccolto oppure a una diversa organizzazione del lavoro, divenga possibile produrre 300 quintali di grano seminando 100 q di grano e impiegando il lavoratore per solo 80 ore (il che ci costerebbe 40 q di grano. In base all'approccio simultaneo, il saggio del profitto sarà dato da (300-100-40)/(100+40) = 160/140 = 107,14%. Tale risultato (un saggio del profitto più che raddoppiato) è cioè sensibile al solo fatto che il surplus fisico è cresciuto, oltre che in assoluto, relativamente alle merci utilizzate per la produzione. Non rileva invece la circostanza che tale abbondanza ha corrisposto anche una maggiore facilità di produzione, quindi minore lavoro, quindi minore valore creato.
Se abbandoniamo l'approccio simultaneo, allora dobbiamo valutare il capitale impiegato (100q+40q) al valore di 1 al quintale che aveva prima di essere messo in produzione, mentre il valore del prodotto globale è dato dal valore del capitale costante (100) più il lavoro impiegato (80). In tale caso il saggio del profitto sarebbe (180-140)/(140) = 28,57%, cioè poco più della metà di quello del precedente periodo di produzione, mentre il prezzo/valore del grano scenderebbe a 180/300=0,6 al q.
Potremmo ulteriormente osservare che nel primo caso (impostazione simultanea) la ricchezza cresce perché coincide con l'abbondanza delle merci prodotte, con il benessere, come avviene in qualsiasi società, mentre nel secondo (impostazione temporale) svolge un ruolo la quantità di ricchezza astratta, di lavoro astratto.
Da ciò la considerazione dei sostenitori della TSSI che con l'approccio simultaneo si perde una determinazione storica specifica del modo di produzione capitalistico, in cui lo scopo immediato della produzione non è il possesso una maggiore quantità di valori d'uso, ma l'appropriazione e accumulazione di valore, di moneta, di ricchezza astratta. L'identificazione tra ricchezza e valori d'uso, inoltre, ci porta indietro perfino rispetto a Ricardo il quale, nei suoi Principles, aveva attentamente distinto tra i concetti di abbondanza in termini fisici, e in termini di valore, chiarendo che quando migliorano le condizioni di produzione l'una può aumentare mentre l'altra diminuisce.
Se, come avviene con l'approccio temporale, il lavoro vivo torna invece a essere determinante nella creazione di nuovo valore, occorre misurarsi con la circostanza che il plusvalore estraibile dall'impiego di ciascun lavoratore incontra un limite invalicabile nella durata della giornata lavorativa. Il che è come dire che, anche se il valore della forza lavoro si riducesse a zero (lavoratori che campano di sola aria), non sarebbe possibile estrarre da ciascun lavoratore più del tempo della sua vita dedotte le necessità fisiologiche della sua riproduzione. Se si tiene conto di ciò, l'aumento dello sfruttamento della forza lavoro (in virtù dell'accresciuta produttività o della riduzione dei salari reali) può solo attenuare la tendenza alla diminuzione del saggio del profitto ma non arrestarla. Di conseguenza è possibile formulare con rigore, sulla basse di un'interpretazione temporale della teoria del valore, la condizione perché il saggio del profitto tenda a cadere con lo sviluppo tecnologico: il tasso di crescita del valore del capitale (o tasso di accumulazione) deve essere superiore al tasso di crescita del lavoro vivo, di modo che tenda a crescere nel tempo il rapporto tra valore del capitale e lavoro impiegato. Ciò presuppone che a) le innovazioni tendano a risparmiare lavoro; b) una parte del plusvalore sia accumulata e pertanto il capitale cresca anche in termini di valore e non solo di quantità fisica di mezzi di produzione. Tali condizioni coincidono con quelle presupposte da Marx. Inoltre, la svalutazione periodica del capitale accumulato e/o l'interruzione del processo di accumulazione (cioè la crisi), costituiscono le maggiori forze antagonistiche nei confronti della caduta del saggio del profitto.
Un'altra causa antagonista è data dalla circostanza, messa in evidenza da Alejandro Ramos-Martinez, che le innovazioni risparmianti lavoro determinano anche l'aumento dell'espressione monetaria del tempo di lavoro; fanno sì, cioè, che uno stesso tempo di lavoro - per esempio un'ora - venga espresso da una maggiore quantità di moneta o, che è la stessa cosa, che la moneta si svalorizzi. In questo modo il saggio monetario del profitto può in effetti crescere, mentre diminuisce quello espresso in termini di valore. 
Ma, visto che la moneta serve anche come mezzo di riserva di ricchezza, a certi livelli del processo inflativo potrebbe venir meno la fiducia dei possessori di denaro, che potrebbero rivolgersi verso un più appropriato mezzo (p. es. oro o fabbricati). La crisi monetaria, con il conseguente ritocco della "parità monetaria" e la svalutazione dei capitali detenuti in forma di denaro sarebbe l'esito dell'artificioso rigonfiamento del saggio del profitto monetario.
Il teorema di Okisho, riducendo la ricchezza al suo aspetto materiale e negando la dinamica del valore, non può cogliere questi aspetti.